# Punta Tussac
La punta Tussac (en inglés: Tussac Point) es un cabo que conforma el extremo sudeste de Lafonia en la isla Soledad en las Islas Malvinas, ubicado cerca de la punta Marsopa y de la punta del Toro, en una de las entradas al canal Águila. También es la parte más meridional de las dos islas principales, ya que hay otras islas, como la Beauchene, ubicadas mucho más al sur. Existe también otra punta del mismo nombre en la costa oeste de la isla Gran Malvina. El nombre la punta proviene del tussok o tussac, dado a las formaciones botánicas caracterizadas por el predominio de gramíneas coriáceas.
Un sector de 1500 hectáreas ha sido identificado por BirdLife International como un Área Importante para las Aves (IBA) incluyendo a las puntas cercanas. El terreno es generalmente bajo y con un variado hábitat de brezales marítimos en las zonas altas y las playas de arena y rocas en la costa. Los sistemas dunares cubren gran parte del extremo sur. El área conforma el hábitat de aves zancudas y aves acuáticas. Además, en el área se han registrado varias variedades de plantas y hábitats de mamíferos marinos.